# Libertad de navegación
La libertad de navegación es un principio consuetudinario del derecho internacional que establece, con las excepciones previstas en este, que los buques que enarbolen el pabellón de un Estado no serán objeto de injerencias por parte de otros estados. Este derecho reconocido en alta mar está codificado en el artículo 87 de la Convención de las Naciones Unidas sobre el Derecho del Mar de 1982.

## Historia
Hasta principios de la Edad Moderna, el derecho marítimo estaba regido por costumbres que solo en algunos casos estaban codificadas, como es el caso del Consulado del Mar, redactado en Valencia en el siglo XIV. Estas costumbres eran las que se tomaban en consideración en la adjudicación de bienes a corsarios, por sus capturas en alta mar en los tribunales de presas. La regla que puede ser extraída del  Consulado del Mar (y de otros códigos contemporáneos) es que: «los bienes enemigos en buques neutrales pueden ser capturados, mientras que los bienes neutrales en buques enemigos tienen que ser devueltos». La primera parte de esta regla implica que las naves neutrales no son inviolables en tiempo de guerra (aunque la segunda parte implica que los bienes de dueños neutrales lo son), y por lo tanto contradice lo que hoy en día llamamos «libertad de navegación». Esta doctrina (a la cual nos referiremos como la «regla del Consulado») fue seguida por Inglaterra (luego Reino Unido), Francia y España entre los poderes navales más grandes.
Sin embargo, a principios del siglo XVII, la República de los Siete Países Bajos Unidos, en ese momento el mayor comerciante marítimo europeo, puso en práctica una nueva regla, conocida como «barco neutral, bienes neutrales». Esta doctrina indicaba que, incluso los bienes enemigos (siempre con la excepción de los bienes de contrabando), eran inviolables en barcos neutrales, aunque en algunos casos (no siempre) el corolario de la regla era que bienes neutrales que estuvieran siendo transportado por barcos enemigos podían ser confiscados. No obstante, la primera parte de esta regla hacía inviolables a los barcos neutrales y por ende es la base de la doctrina de la «libertad de navegación».
Como esta doctrina iba en contra de la costumbre internacional, tenía que ser incluida en tratados bilaterales para poder formar parte del derecho internacional. El ejemplo más antiguo de un tratado de esta naturaleza fue el firmado entre el rey Enrique IV de Francia y el Gobierno otomano en 1609, siendo este seguido por otro tratado en 1612 entre los neerlandeses y otomanos. Una vez terminada la guerra de los Ochenta Años entre España y los Países Bajos, durante la cual España reclamaba la soberanía sobre los océanos a diferencia de los neerlandeses que pedían la «libertad en alta mar» (como fue expuesto por Hugo Grocio en Mare liberum), los dos cerraron un tratado de comercio en el cual se consagraba el principio de «barco neutral, bienes neutrales». Seguidamente, los Países Bajos concluyeron acuerdos bilaterales con la mayoría de los otros países europeos, incluyendo el principio de «barco neutral, bienes neutrales», aunque en algunos casos tuvieron que usar la fuerza para obtener esta concesión, como en el caso de Inglaterra en el Tratado de Breda de 1667 y en el Tratado de Westminster de 1674. Inglaterra sin embargo, también se apegó a la regla del «Consulado» en sus relaciones con otros países, al igual que Francia, hasta que este país en 1774 extendió este privilegio a los hasta ese entonces decisivamente neutrales neerlandeses.
Los neerlandeses se salieron con la suya, y aplicando el derecho de tratados, construyeron una red de acuerdos bilaterales que, recíprocamente, extendieron el privilegio de «libertad de navegación» a sus naves en muchas de las guerras europeas del siglo XVIII, en las cuales permanecieron neutrales (proveyendo servicios a todas las naciones beligerantes). Gran Bretaña sufrió ciertos reveses bajo este acuerdo en particular, ya que aunque era la fuerza naval dominante en el siglo XVIII, el privilegio de los neerlandeses socavó la efectividad de sus bloqueos. Este conflicto se exacerbó durante la Guerra de Independencia de los Estados Unidos cuando los neerlandeses, protegidos por el Tratado de Westminster de 1674, proveyeron tanto a los americanos como a los franceses. Los británicos hicieron uso extensivo de su derecho de visita y registro de barcos neerlandeses y esto provocó el suceso de Fielding y Bylandt, en el cual un escuadrón naval británico en tiempo de paz arrestó a un convoy neerlandés, a pesar de las objeciones de su escolta naval neerlandesa.
Poco tiempo después de que los británicos abrogaran el Tratado de 1674, que hubiese significado el fin de la doctrina «barco neutral, bienes neutrales», la emperatriz Catalina II de Rusia tomó la iniciativa. En marzo de 1780, publicó un manifiesto en el cual (entre otras cosas) afirmaba el principio de «barco neutral, bienes neutrales» como un derecho fundamental de los estados neutrales. Para defender este principio, formó la primera Liga de Neutralidad Armada a la cual se unieron los neerlandeses al final de ese año (lo que desencadenó la cuarta guerra anglo-neerlandesa). Los principios de su manifiesto pronto fueron adoptados, no solo por los miembros de la Liga, sino también por Francia, España y la nueva República americana (aunque, por encontrarse en guerra, no podían formar parte de la Liga).
No obstante, como principio del derecho internacional (excluyendo el derecho de tratados) el principio de «barco neutral, bienes neutrales» pronto fue violado nuevamente por las prácticas de ambos bandos en las Guerras revolucionarias francesas a principios del siglo XIX. Por ejemplo, en la jurisprudencia de las cortes de justicia estadounidenses de principios de dicho siglo, el principio de «Consulado» era aplicado de forma universal en casos donde los tratados no se aplicaban. Por otro lado, el Gobierno de los Estados Unidos convirtió la consagración del principio de «barco neutral, bienes neutrales» en una práctica habitual en sus tratados de amistad y comercio con otros países (empezando en 1778 con Francia y en 1782 con los Países Bajos). En otras palabras, la visión americana en derecho internacional en ese entonces (siguiendo la tradición británica) era la del «Consulado», que podría ser sustituida por el derecho de tratados en temas bilaterales. Los Estados Unidos, sin embargo, lucharon fervientemente por la sustitución del «Consulado» por la «libertad de navegación» como principio consuetudinario.
Esta armoniosa situación llegó a consumarse cuando, finalmente, el Reino Unido cedió ante estos principios, primero formulados por la emperatriz Catalina en 1780, y luego consentidos en la Declaración de París de 1856, donde se consagró el principio de «barcos neutrales hacen bienes neutrales» rechazando el concepto de «barcos enemigos hacen bienes enemigos». La declaración fue firmada por todos los grandes poderes (con la excepción de los Estados Unidos, irónicamente) y las demás naciones pronto siguieron sus pasos. La nueva regla (una combinación de las mejores partes del «Consulado» y de «libertad de navegación») decía: «Una bandera neutral cubre a bienes enemigos (con la excepción del contrabando); los bienes neutrales no son sujetos a ser confiscados bajo una bandera enemiga».
En el siglo XX, este nuevo principio se volvió parte del cuerpo de leyes sobre el mar las cuales se encuentran expresadas en la Convención de las Naciones Unidas sobre el Derecho del Mar, tal como el presidente de los Estados Unidos Woodrow Wilson había propugnado en el segundo de sus Catorce Puntos al final de la Primera Guerra Mundial. Los Estados Unidos no han ratificado el tratado de 1982, aunque si la Convención sobre Alta Mar de 1958 que le precedió. Como la razón para la no-ratificación de los Estados Unidos no está ligada al principio de «libertad de navegación», que consideran parte del derecho internacional consuetudinario, la decisión de no-ratificación no implica que se consideren desvinculados del principio.